# Hypoponera distinguenda
Hypoponera distinguenda är en myrart som först beskrevs av Carlo Emery 1890.  Hypoponera distinguenda ingår i släktet Hypoponera och familjen myror.

## Underarter
Arten delas in i följande underarter:
- H. d. dispar
- H. d. distinguenda
- H. d. histrio
- H. d. inexpedita
- H. d. vana

## Bildgalleri

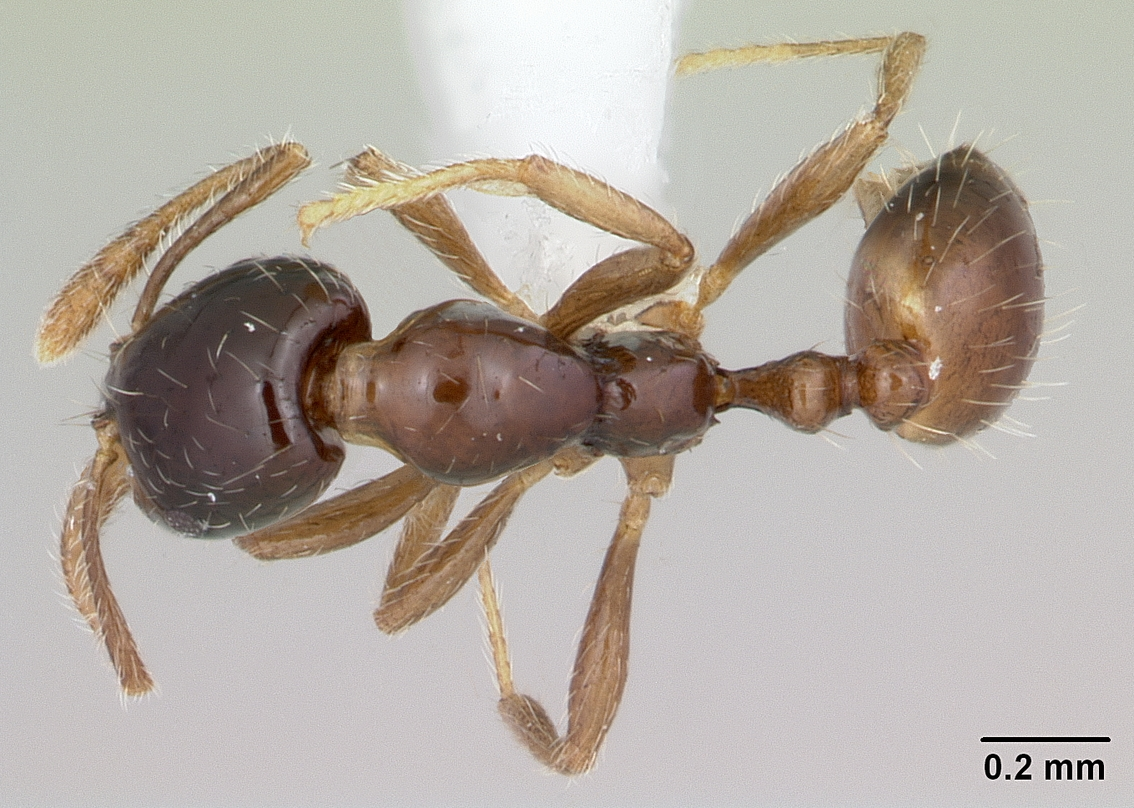
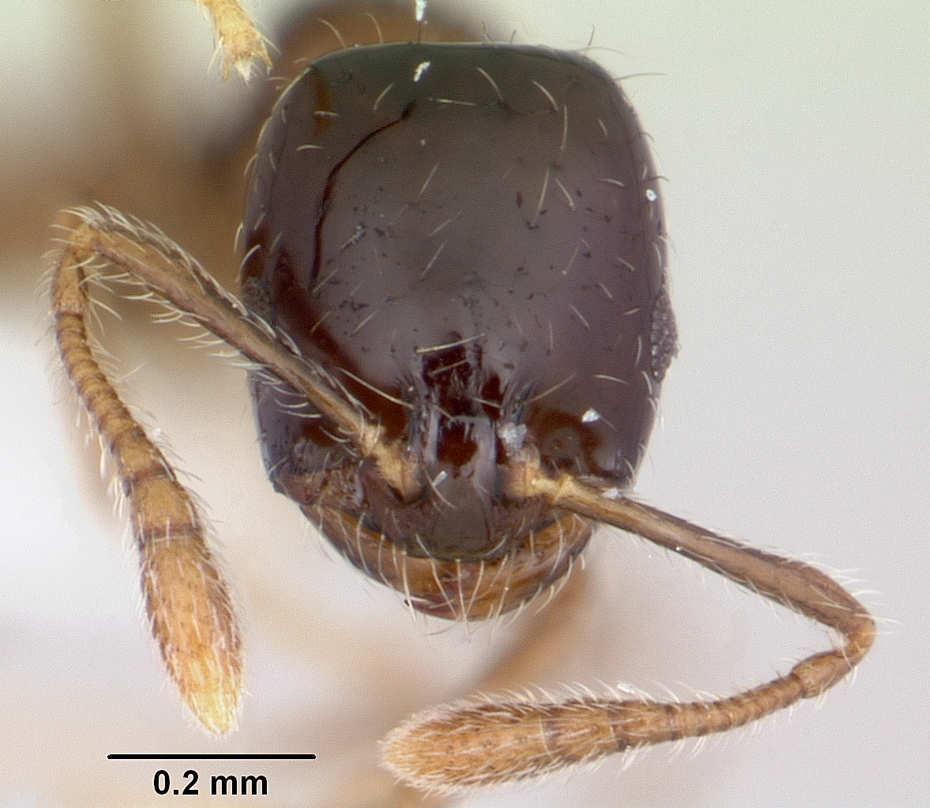
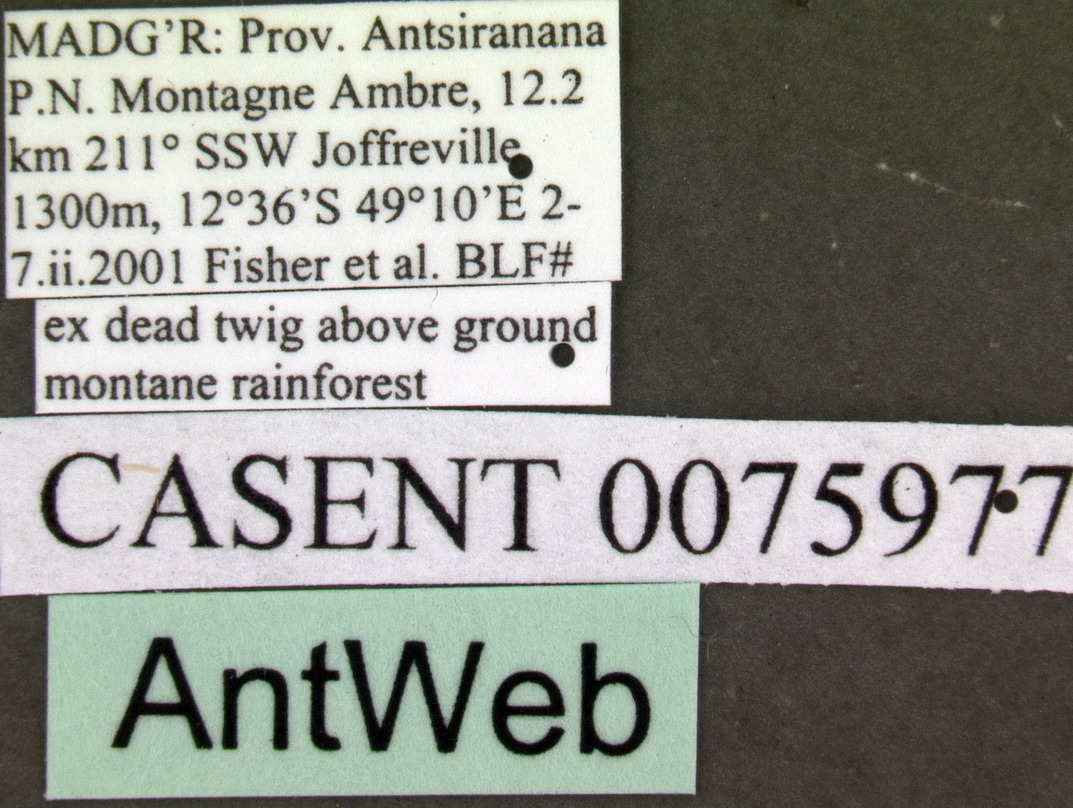
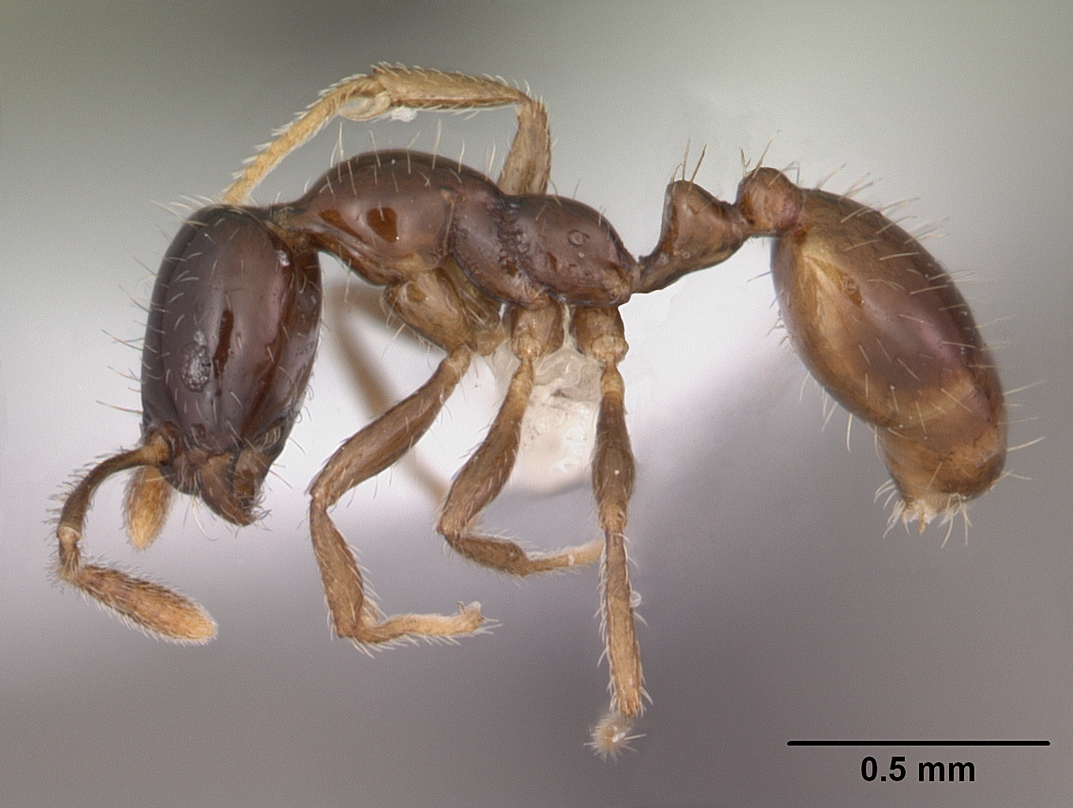
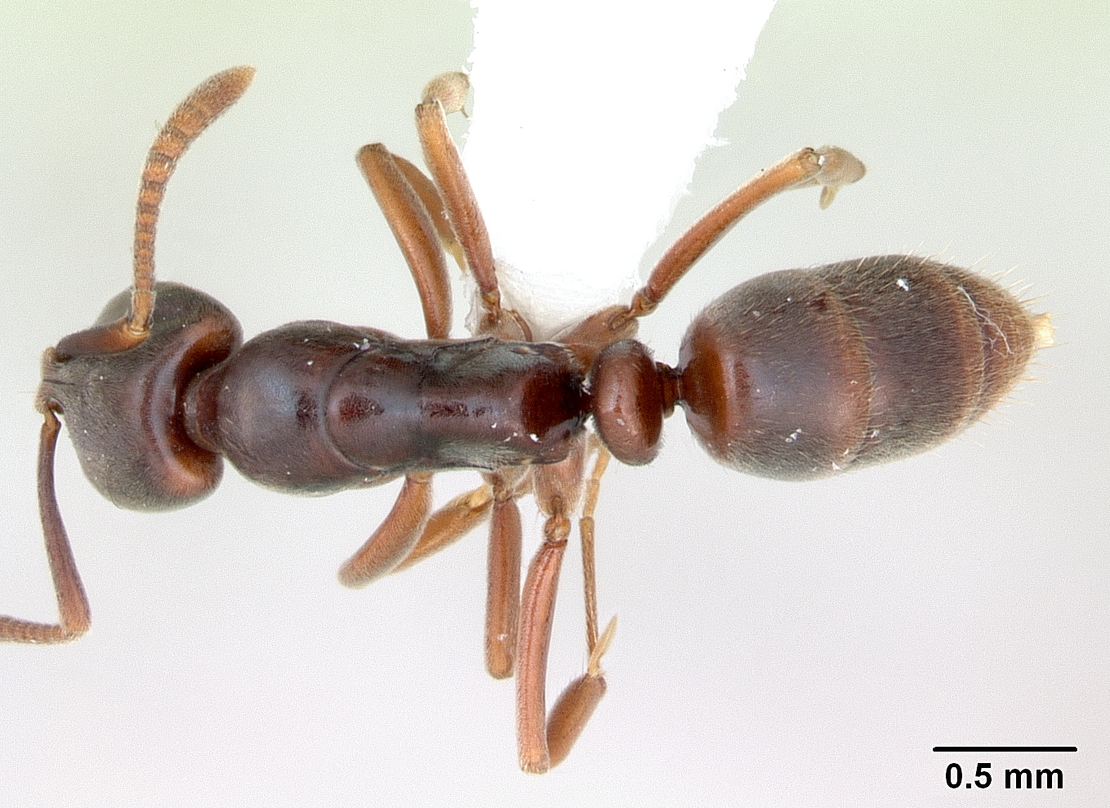
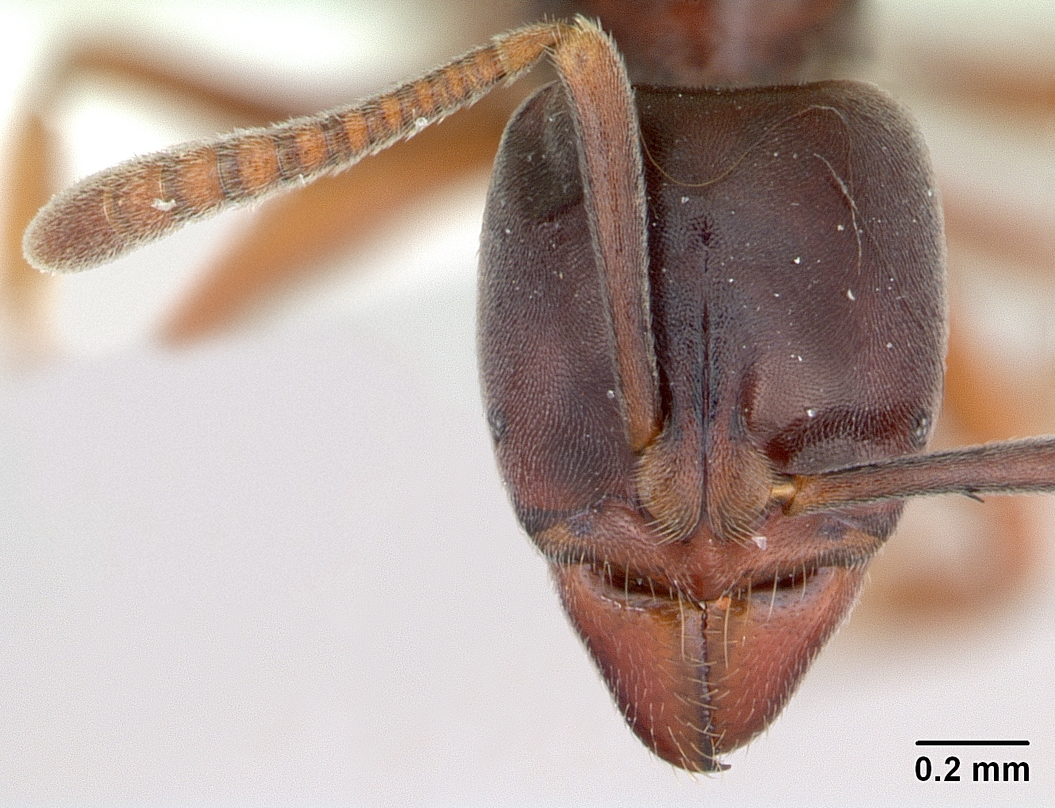